# Sicilia! Si gira
Pour plus de détails, voir Fiche technique et Distribution.
Sicilia ! Si gira est un documentaire français réalisé par Jean-Charles Fitoussi et sorti en 2001.

## Synopsis
La méthode de travail de Danièle Huillet et Jean-Marie Straub, observée par leur ancien assistant au cours des différentes étapes de la réalisation de leur film Sicilia!.

## Fiche technique
- Titre : Sicilia ! Si gira
- Réalisation : Jean-Charles Fitoussi
- Montage : Jean-Charles Fitoussi
- Production : Aura Été (Jean-Charles Fitoussi)
- Pays :  France
- Genre : documentaire
- Durée : 82 minutes
- Date de sortie : France - 1er juin 2001

## Distribution
- Danièle Huillet
- Jean-Marie Straub